# 板倉勝長
板倉 勝長（いたくら かつなが）は、江戸時代中期から後期にかけての大名。陸奥国福島藩8代藩主。官位は従五位下・内膳正。重昌流板倉家第11代。

## 生涯
板倉勝矩の次男。父・勝矩が重昌流板倉家に養子入りする以前、安中藩時代に誕生した。幼名は伊三郎。
安永4年（1775年）1月25日、父の死により家督を相続した。安永9年（1780年）11月18日、10代将軍・徳川家治に拝謁した。同年12月18日、従五位下・内膳正に叙任する。領内飢饉や大坂加番中の大坂城火事により、藩財政が窮乏する。相馬中村藩から野中半宇衛門を招いて財政再建に尽力した。

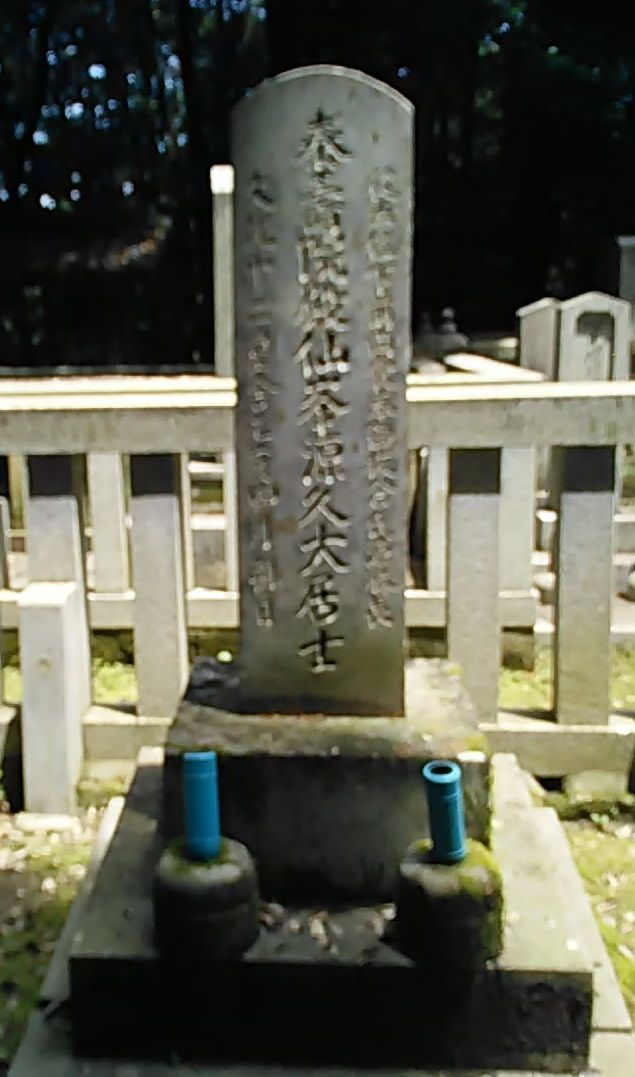
板倉勝長の墓(西尾市長圓寺)

文化12年（1815年）に死去し、跡を長男の勝俊が継いだ。

## 系譜
父母
- 板倉勝矩（父）

正室、継室
- 八重（正室） - 脇坂安親の娘
- 籌子（継室） - 本多康匡の養女、本多忠薫の娘

子女
- 板倉勝俊（長男） 生母は八重
- 板倉勝定（次男）
- 演暢院 - 米倉昌寿継室、生母は籌子
- 渡辺輝綱正室